# Деро Гої
Деро Гої (нім. Dero Goi, справжнє ім'я — Штефан Музіоль; нар. 16 квітня 1970, Вольфсбург, Німеччина) — німецький музикант. Відомий як вокаліст і барабанщик гурту Oomph!, DJ, а також учасник сайд-проектів What About Bill? та Die Kreatur. Залишив Oomph! у 2021 році і зайнявся сольною кар'єрою.

## Життєпис
Деро Гої народився 16 квітня 1970 року в Вольфсбурзі. З дитинства був знайомий з теперішнім учасником гурту Андреасом Крепом. Вони мешкали поряд та обидва почали грати в початковій школі. Деро почав займатися музикою, завдяки батьку, який був співаком та гітаристом. Батько закликав Деро співати разом з ним пісні Елвіса Преслі.

## Кар'єра
Деро і Креп зустріли третього учасника гурту, Флюкса, на інді-фестивалі у Вольфсбургу в 1989 році. Вони зрозуміли, що їм подобається однакова музика і вони бажають створити групу, яка буде об'єднувати рок та електронну музику; так з'явився гурт Oomph!. Під час їхнього першого туру, музиканти виступали лише втрьох. Тобіас «Тобі» Глоґе, їхній перший живий басист, почав виступати замість Хагена Годіке у 2004 році.
Гурт є засновником напрямку важкої музики під назвою Neue Deutsche Harte.
У 2021 році Деро співпрацював із гуртом Eisbrecher над одним із треків, «Dagegen», з їхнього нового альбому Liebe macht Monster.
У квітні 2021 року кілька німецькомовних ЗМІ повідомили, що Деро Ґой, давній агностик, навернувся до євангельського християнства .
29 вересня 2021 року було оголошено, що Деро більше не буде частиною Oomph!. Хоча його відхід із гурту прямо не приписували його наверненню, широко повідомлялося, що цей крок був «недивним» для шанувальників Oomph!, зважаючи на часті приклади антирелігійної та темної тематики, яку досліджує їхня музика. Перед відходом Деро дистанціювався від творчості Oomph! на подібні теми.
27 жовтня 2023 року на Dependent Records вийшов перший сольний сингл «Clickbait».

## Вплив
Деро Гої відзначив декілька гуртів та музикантів, яких він слухає, в інтерв'ю вебсайту Deutschmusikland. Серед них Френк Сінатра, Björk, Tool, Елвіс Преслі, Korn та Nine Inch Nails. Серед інших гуртів, які мали вплив на музиканта The Cure, Killing Joke, AC/DC, Motörhead, Depeche Mode, The Beatles, та ABBA. На учасників гурту Oomph! мали вплив різноманітні музиканти, серед яких The Cure, Die Krupps, Depeche Mode, Nine Inch Nails, Deutsch Amerikanische Freundschaft, Einstürzende Neubauten, AC/DC, Garbage, Motörhead та Korn.

## Цікаві факти
Деро Гої є вегетаріанцем більш ніж 30 років.
У 2019 році був змушений вибачатися за поширення неправдивої інформації у Facebook, а також за свою реакцію на пісню Rammstein Deutschland, яку він назвав «лівацькою та антинімецькою». Згідно його слів, його поведінка була «абсолютно неприйнятною» і він «загубився в плутанині фейків на теорій змов».
У 2021 році деякі ЗМІ знову звинуватили його у правому екстремізмі. За повідомлення у соцмережах, у вересні 2022 року виступав у Москві .